# Disrotatorische rotatie
Een elektrocyclische reactie verloopt via een disrotatorische rotatie als substituenten aan de uiteinden van het geconjugeerde systeem gedurende de ring-opening of sluitingsreactie in verschillende richtingen draaien.
Op eenvoudige wijze (met pijltjes) aangeven hoe de elektronen zich tijdens de ringsluiting verplaatsen vormt geen verklaring voor de waargenomen stereospecificiteit van bijvoorbeeld de omzetting van trans-cis-trans-2,4,6-octatrieen naar cis-dimethylcyclohexadieen (bovenste deel van het plaatje). Als we in het geheel van het reactiemechanisme ook de symmetrie van de HOMO-orbitaal betrekken, dan zien we dat een bindende interactie tussen de uiteinden van het trieen mogelijk is als de twee koolstofatomen tegen elkaar indraaien. De uiteinden van de HOMO hebben een gelijk teken, overlap tussen de uiteinden zal dus een bindend karakter hebben.  
Deze stereospecificiteit wordt gevonden in alle geconjugeerde systemen met 4n + 2 pi-elektronen  in de open keten-vorm en vindt zijn oorsprong in het behoud van de symmetrie van de HOMO. Systemen met 4n pi elektronen in de openketen-vorm kunnen alleen na aanslaan met licht een disrotatorische rotatie ondergaan tijdens een elektrocyclische reacties.